# Laguna Mulato
A  Laguna Mulato é um lago localizado na Guatemala. Localiza-se no departamento de Suchitepéquez, Município de Cuyotenango.